# Wolfgang Gramer

Wolfgang Gramer auf dem Michaelsberg in Cleebronn, 2025

Wolfgang Leo Gramer (* 11. Oktober 1942 in Waiblingen) ist ein deutscher Theologe, Priester, Philosoph, Autor und Musiker. Er wirkte in der Diözese Rottenburg-Stuttgart und in Argentinien als Gemeindepfarrer. Besondere Bekanntheit erlangte er durch seine enge Verbindung zum Theologen Hans Küng und sein Engagement für Frieden und Ökumene.

## Leben und Wirken

### Studium
Wolfgang Gramer studierte von 1963 bis 1969 Katholische Theologie und Musik an der Eberhard-Karls-Universität Tübingen. Während seines Studiums stand er in engem Austausch mit zwei der prägenden Theologen des 20. Jahrhunderts: Joseph Ratzinger und Hans Küng.
Joseph Ratzinger, von 1966 bis 1969 Professor für Katholische Dogmatik in Tübingen, hielt wegweisende Vorlesungen, die Gramer 1966 und 1967 besuchte. Der spätere Papst Benedikt XVI. wirkte auf ihn als ein feinfühliger, tiefgläubiger und intellektuell herausragender Lehrer. Besonders eindrucksvoll erschien ihm Ratzingers biblisch-theologischer Ansatz, etwa in der Unterscheidung von naturwissenschaftlichen und theologischen Fragestellungen in der Schöpfungstheologie. Ratzinger vermittelte eine Spiritualität des Herzens und trat persönlich durch Bescheidenheit und Zurückhaltung hervor.
Dahingegen erlebte Wolfgang Gramer als Erstsemester 1963 Hans Küng als charismatischen, reformorientierten Theologen mit starkem Engagement für eine Erneuerung der Kirche. Küngs kritisches Denken, seine Öffnung zur Welt und sein theologischer Mut prägten Gramer nachhaltig. Küngs Reformwille stand für eine Kirche im Dialog mit der Moderne und fand in Gramer einen aufmerksamen und unterstützenden Schüler.
Gramer verstand die theologischen Ansätze Ratzingers und Küngs als Ausdruck einer fruchtbaren Spannung innerhalb der katholischen Theologie. Beide Persönlichkeiten wirkten auf ihn in eigener Weise prägend: Ratzinger durch kontemplative Tiefe und dogmatische Klarheit, Küng durch prophetische Unruhe und kirchliche Reformbereitschaft.

### Priesterweihe

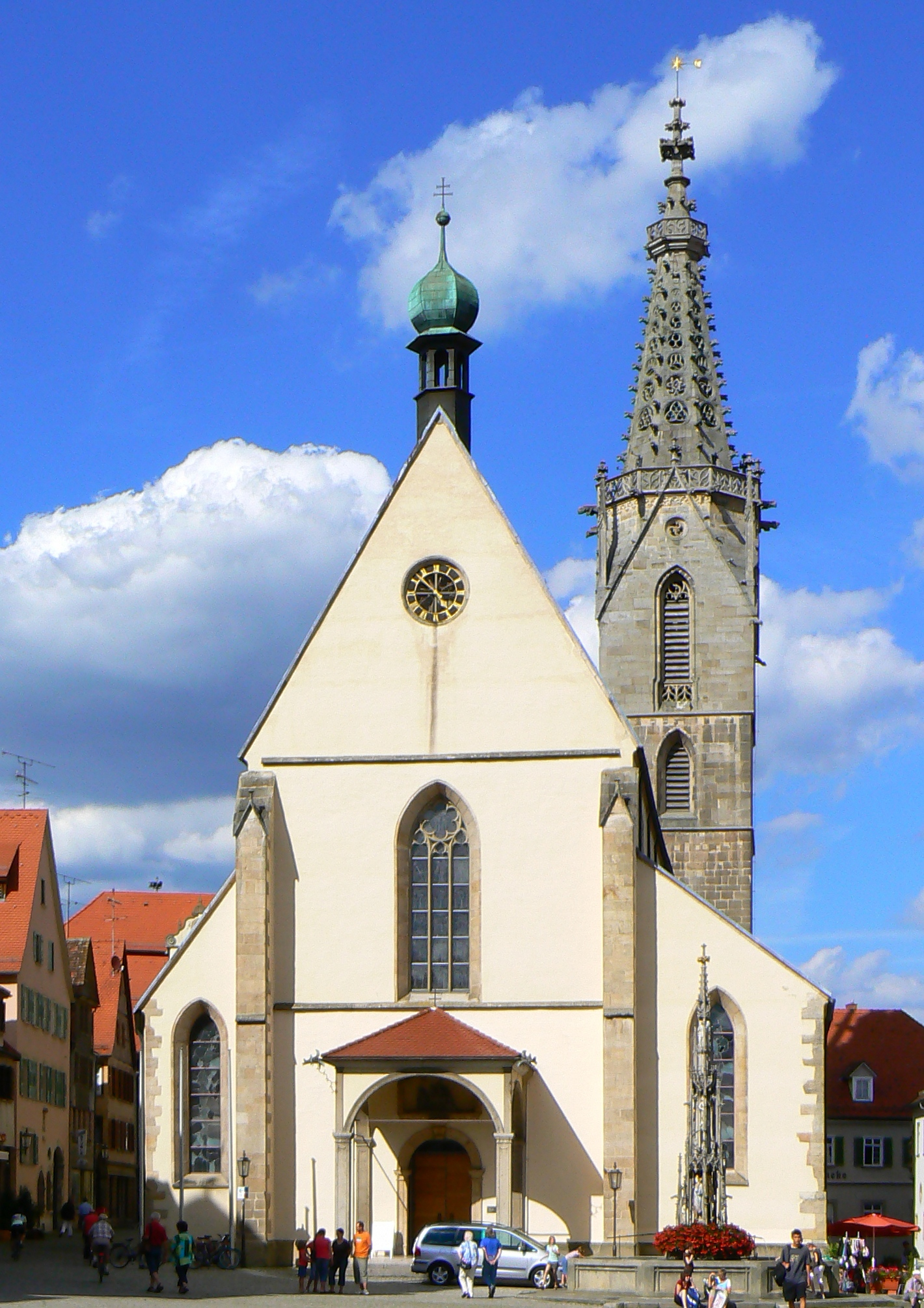
Wolfgang Gramer empfing 1969 im Dom St. Martin zu Rottenburg die Priesterweihe

Wolfgang Gramer wurde am 5. Juli 1969 im Dom St. Martin zu Rottenburg am Neckar zum Priester geweiht. Die Priesterweihe wurde von Bischof Carl Joseph Leiprecht vorgenommen.
Die Feier seiner Heimatprimiz fand acht Tage später, am 13. Juli 1969, in seiner Heimatgemeinde St. Antonius in Waiblingen statt. In seiner Predigt sprach er über seinen Primizspruch aus dem 2. Korintherbrief, Kapitel 5: „Gott hat alle Menschen mit sich versöhnt und uns allen den Dienst an der Versöhnung gegeben.“

### Promotion
Wolfgang Gramer promovierte 1976 mit einer Arbeit über die Musikästhetik von Theodor W. Adorno zum Doktor der Theologie (Dr. theol.). Seine Dissertation trägt den Titel Musik und Verstehen. Eine Studie zur Musikästhetik Theodor W. Adornos.
In dieser Arbeit setzte sich Gramer mit Adornos ästhetischer Theorie auseinander, insbesondere mit der Frage, wie Musik als Kunstform verstanden und interpretiert werden kann. Dabei beleuchtete er die philosophischen Grundlagen von Adornos Musikverständnis und dessen Relevanz für die Theologie und das kulturelle Denken.

### Stationen in Deutschland
Nach der Priesterweihe 1969 und einem Vikarsjahr begleitete Wolfgang Gramer die Theologiestudenten des Tübinger Wilhelmsstifts als Repetent und promovierte über die Musikästhetik Theodor W. Adornos.
Von 1976 bis 1982 leitete er die St.-Bonifatius-Gemeinde in Böblingen. In diese Zeit fiel auch der Entzug der Lehrerlaubnis von Hans Küng im Jahr 1979. In einem Interview berichtete er später über seine Reaktion: „Ich war damals Gemeindepfarrer in Böblingen. [...] In Böblingen habe ich ihn dann nach dem Entzug der Lehrerlaubnis eingeladen, in meiner Gemeinde zu predigen. Es war ein bewegender Abend.“
Als Wolfgang Gramer 1980 den Hirtenbrief der katholischen Bischöfe zur Bundestagswahl nicht von der Kanzel verlas, wurde ihm von Bischof Georg Moser nahegelegt, seine Pfarrei in Böblingen aufzugeben. Im Fernsehen hatte Gramer seine Weigerung, den Hirtenbrief zu verlesen, begründet und die Hoffnung ausgedrückt, dass die katholische Kirche die Freiheit seiner Entscheidung tolerieren werde. Die Sprechergruppe des Tübinger Komitees zur Verteidigung der Christenrechte in der Kirche forderte, dass Gramer in seiner Gemeinde bleiben solle. Auch der Pfarrgemeinderat hat sich in einem einstimmigen Beschluss hinter ihn gestellt. Nach Vermittlung durch den Tübinger Theologen Norbert Greinacher bestätigte Bischof Moser das Verbleiben Gramers auf der Pfarrstelle in Böblingen letztendlich.
Nach einem dreimonatigen Aufenthalt in einem Kloster übernahm Wolfgang Gramer von Mai 1982 bis Juli 1988 die St.-Christophorus-Gemeinde in Gemmrigheim mit den Außenstellen Hessigheim und Mundelsheim. In seiner Amtszeit wurde unter anderem die Mundelsheimer St.-Wolfgangs-Kirche (benannt nach Wolfgang von Regensburg) errichtet und am 10. November 1984 durch den Weihbischof Anton Herre eingeweiht.
Von 1993 bis 1999 leitete Wolfgang Gramer die Kirchengemeinde St. Martinus in Hirrlingen. In dieser Zeit gehörte er als Ordinariatsrat für die katholische Jugendarbeit der Rottenburger Diözesanleitung an.
Von 2001 bis 2010 war Wolfgang Gramer Pfarrer der Kirchengemeinde Zur Heiligen Familie in Marbach am Neckar und engagierte sich im Eine-Welt-Kreis, der Partnerschaften mit Gemeinden in Ghana pflegte.
Obschon im Ruhestand, übernahm Wolfgang Gramer von Oktober 2018 bis Juni 2020 als Pfarradministrator die kommissarische Leitung der Seelsorgeeinheit Freiberg-Pleidelsheim-Ingersheim.
Darüber hinaus war Wolfgang Gramer von 1972 bis 2019 geistlicher Beirat von Pax Christi in der Diözese Rottenburg-Stuttgart.
Nach seiner aktiven Dienstzeit lebt Wolfgang Gramer im Ruhestand im Bietigheim-Bissinger Stadtteil Metterzimmern und engagiert sich weiterhin in theologischen und gesellschaftlichen Themen.

### Stationen in Argentinien
In drei Abschnitten von 1988 bis 1993, von 1999 bis 2001 und von 2010 bis 2013 verbrachte Wolfgang Gramer insgesamt zehn Jahre als Pfarrer und teilweise auch theologischer Lehrer in der ländlichen Diözese Añatuya im Nordwesten Argentiniens in der Provinz Santiago del Estero. Sein Einsatz begann in Los Pirpintos, einem abgelegenen Ort etwa 300 Kilometer von Añatuya entfernt. Dort war er maßgeblich am Aufbau einer neuen Pfarrei beteiligt, einschließlich des Baus einer Kirche und eines Pfarrhauses. In den Jahren 1991 bis 1993 unterrichtete er gemeinsam mit dem argentinischen Theologen Ariel Álvarez Valdés am Priesterseminar in Santiago del Estero.
Wolfgang Gramer engagierte sich intensiv in der Seelsorge und im Aufbau kirchlicher Strukturen. Sein Wirken umfasste nicht nur die Feier von Gottesdiensten und die Sakramentenspendung, sondern auch die Unterstützung der lokalen Bevölkerung in sozialen Belangen. Diese Region ist eine der ärmsten und am dünnsten besiedelten des Landes, geprägt von großer sozialer Ungleichheit und infrastrukturellen Herausforderungen. Durch seine Arbeit trug er dazu bei, die Präsenz der Kirche in abgelegenen Gebieten zu stärken und den Menschen dort Hoffnung und Orientierung zu geben.
In Argentinien war er unter seinem Zweitnamen als Padre Leo bekannt. Seine Erfahrungen und Eindrücke aus dieser Zeit hat er in dem Aufsatz Eine arme Kirche kann ein reiches Herz haben. Zehn Jahre im argentinischen Busch. festgehalten, der 2017 in der Publikation Eine.Welt.Kirche erschienen ist.

### Hörfunk- und Fernsehpfarrer
Wolfgang Gramer war bis 2005 Sprecher der Sendereihe Das Wort zum Sonntag in der ARD, wo sich im Wechsel katholische und evangelische Theologinnen und Theologen zu aktuellen gesellschaftlichen und theologischen Themen äußern. Gramer vertrat dabei die Diözese Rottenburg-Stuttgart.
Als Hörfunkpfarrer war Wolfgang Gramer von 2013 bis 2024 für den Südwestrundfunk (SWR) tätig, insbesondere im Rahmen der Sendereihe Kirche im SWR. Dort veröffentlichte er regelmäßig Beiträge, die sowohl theologische als auch gesellschaftspolitische Themen behandelten. Seine Texte erschienen unter anderem in den Formaten Sonntagsgedanken und Feiertagsgedanken auf SWR4.
In seinen Beiträgen setzte sich Gramer mit aktuellen gesellschaftlichen Herausforderungen auseinander und verknüpfte diese mit christlichen Werten. Er thematisierte beispielsweise die Bedeutung von Gerechtigkeit, Frieden und Solidarität in der heutigen Zeit. Dabei legte er besonderen Wert darauf, komplexe theologische Konzepte verständlich und lebensnah zu vermitteln.

### Musik und Konzerte
Neben seiner seelsorglichen und theologischen Tätigkeit verbindet Wolfgang Gramer eine enge Beziehung zur Musik, die für ihn sowohl Ausdruck persönlicher Leidenschaft als auch theologisches Medium ist.
Als praktizierender Musiker ist Gramer Pianist, Organist und Gitarrist. Er gibt regelmäßig Konzerte, etwa mit Werken von Mozart, Bach oder Schubert, und gestaltet musikalische Veranstaltungen sowohl in kirchlichen als auch sozialen Einrichtungen. Bei solchen Anlässen tritt er sowohl solistisch als auch in Begleitung von Chören oder Ensembles auf.
Gramer integriert Musik auch in seine liturgische Praxis. In seinen Radiobeiträgen für den SWR reflektierte Gramer über die spirituelle und gesellschaftliche Bedeutung von Musik. Ebenso wirkt er regelmäßig bei geistlichen Konzerten und Friedensgebeten mit.

### Beziehung zu Joseph Ratzinger
Wolfgang Gramer hatte in den Jahren 1966 und 1967 während seines Studiums an der Universität Tübingen Vorlesungen bei Joseph Ratzinger besucht, der später Papst Benedikt XVI. wurde. Gramer erinnert sich an Ratzinger als einen brillanten, tiefgläubigen und feinfühligen Menschen, dessen Lehre ihn nachhaltig prägte. Besonders beeindruckt war Gramer von Ratzingers hermeneutischem Ansatz in der Auslegung der Schöpfungserzählungen, in denen er betonte, dass Naturwissenschaft und Glaube unterschiedliche Fragen stellten: die Naturwissenschaft nach dem Wie, der Glaube nach dem Warum.
Ratzinger vermittelte Gramer auch eine tiefere spirituelle Sichtweise, etwa indem er erklärte, dass die Auferstehung Jesu Christi keine physische Wiederbelebung sei, sondern eine neue Wirklichkeit, die mit dem Herzen zu erfassen sei. Gramer hob die persönliche Bescheidenheit Ratzingers hervor, etwa durch dessen einfache Lebensweise als Professor. Obwohl Gramer Ratzingers konservative Haltung gegenüber der Studentenbewegung von 1968 und der lateinamerikanischen Befreiungstheologie kritisch sah, blieb seine Wertschätzung für Ratzingers theologisches Wirken bestehen. Er betonte, dass Ratzinger viele Denkanstöße gegeben habe, auch wenn einige seiner späteren Aussagen, etwa zum Islam oder zu anderen Kirchen, unglücklich formuliert gewesen sein könnten.

### Beziehung zu Hans Küng
Wolfgang Gramer besuchte ab 1963 bei Hans Küng Vorlesungen. Zwischen Gramer und Küng entwickelte sich ein langjähriges, von gegenseitiger Wertschätzung geprägtes Verhältnis. Küngs theologische Unabhängigkeit, seine Reformbestrebungen und sein intellektuelles Profil beeinflussten Gramers Denken maßgeblich. Auch nach dem Entzug von Küngs kirchlicher Lehrerlaubnis im Jahr 1979 setzte sich Gramer öffentlich für dessen Anerkennung und Rehabilitierung ein. So initiierte er unter anderem 2003 eine entsprechende Anfrage an den Diözesanrat Rottenburg-Stuttgart und wandte sich 2020 mit einem persönlichen Schreiben an Kardinal Walter Kasper, um ein Zeichen der kirchlichen Versöhnung zu erwirken. Die daraufhin übermittelten Segensgrüße von Papst Franziskus an Küng wertete Gramer als wichtigen symbolischen Akt.
Kurz vor Küngs Tod im April 2021 besuchte er seinen Freund ein letztes Mal. Auf Wunsch Küngs hielt Gramer die Traueransprache bei der Beerdigung in Tübingen. In seiner Predigt würdigte er Küng als theologischen Visionär, dessen Denken und Wirken von einer tiefen Menschlichkeit und ökumenischen Weite geprägt war. Die Beziehung zwischen Wolfgang Gramer und Hans Küng war geprägt von gegenseitigem Respekt, tiefem Vertrauen und einem gemeinsamen Engagement für eine offene und reformbereite Kirche.

## Veröffentlichungen (Auswahl)
- Musik und Verstehen. Eine Studie zur Musikästhetik Theodor W. Adornos. Matthias-Grünewald-Verlag, Mainz 1976, ISBN 978-3-7867-0565-9.
- Eine arme Kirche kann ein reiches Herz haben. Zehn Jahre im argentinischen Busch. In: Eine.Welt.Kirche. 50 Jahre weltkirchliche Solidarität in der Diözese Rottenburg-Stuttgart. S. 413–418. Schwabenverlag, Ostfildern 2017.
- Worte zum Leben. 101 Impulse. Fromm Verlag, Saarbrücken 2019, ISBN 978-613-8-35472-7.
- mit Ariel Álvarez Valdés: Neues aus der biblischen Schatzkiste. Teil 1. Fromm Verlag, Saarbrücken 2019, ISBN 978-613-8-35240-2.
- Neues aus der biblischen Schatzkiste. Teil 2. Fromm Verlag, Saarbrücken 2019, ISBN 978-613-8-35454-3.
- Neues aus der biblischen Schatzkiste. Teil 3. Fromm Verlag, Saarbrücken 2021, ISBN 978-613-8-37403-9.
- Neues aus der biblischen Schatzkiste. Teil 4. Fromm Verlag, Saarbrücken 2022, ISBN 978-620-2-44219-0.
- mit Dieter Bauer et al.: Bibel heute. „Und Friede auf Erden...“ Katholisches Bibelwerk, Stuttgart 2021, ISBN 978-3-948219-29-1.